# 23928 Darbywoodard
23928 Darbywoodard là một tiểu hành tinh vành đai chính với chu kỳ quỹ đạo là 1878.5020366 ngày (5.14 năm).
Nó được phát hiện ngày 16 tháng 9 năm 1998.